# 繒山駅
繒山駅（チュンサンえき）は大韓民国ソウル特別市恩平区繒山洞にある、ソウル交通公社6号線の駅である。駅番号は617。
明知大前という副駅名がある。

## 歴史
- 2000年12月15日 - ソウル特別市都市鉄道公社（当時）6号線・鷹岩～上月谷区間が開通とともに開業。
- 2017年5月31日 - ソウル特別市都市鉄道公社とソウルメトロが統合され、ソウル交通公社の駅となる。

## 駅構造

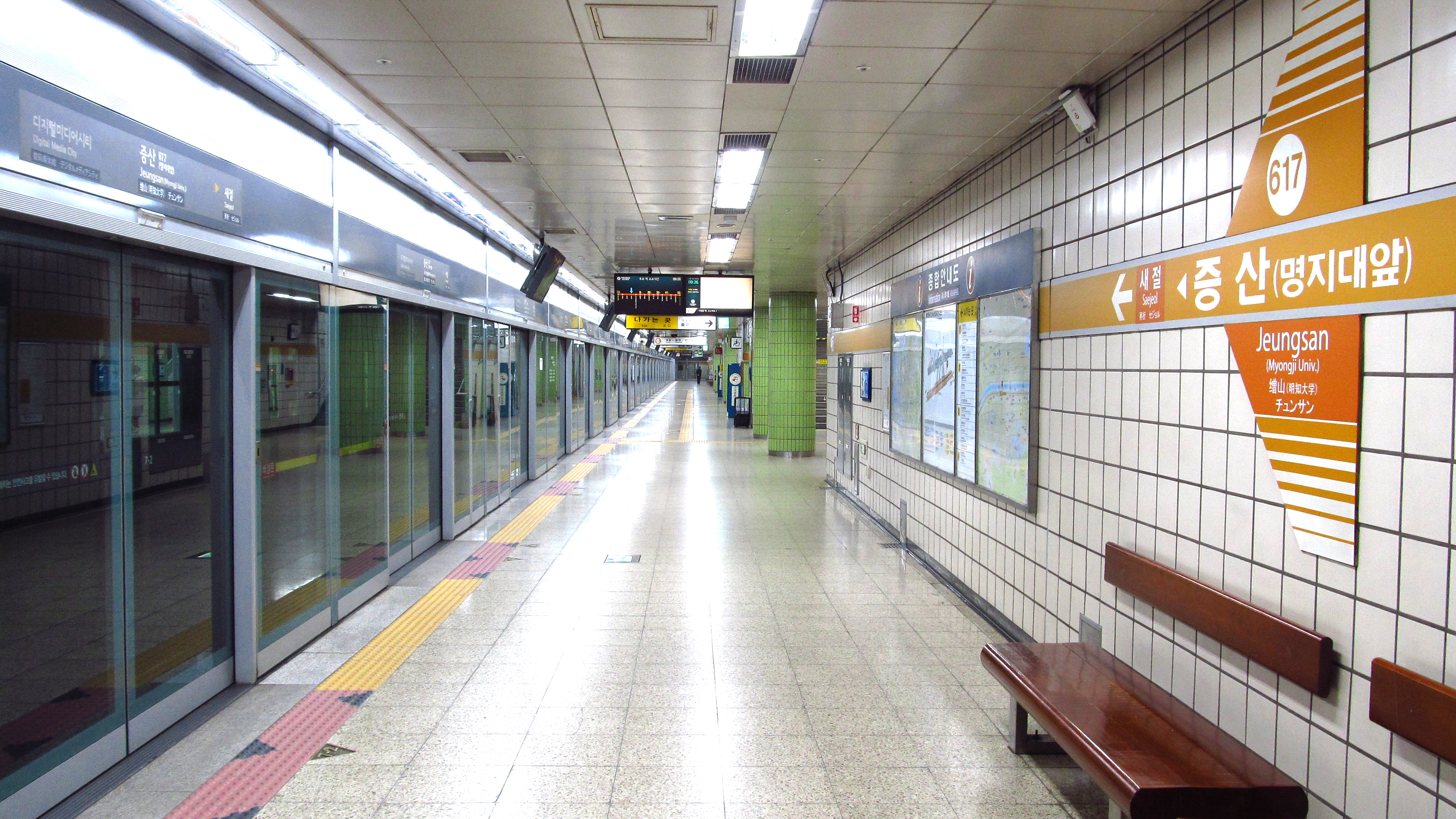
プラットホーム

相対式ホーム2面2線の地下駅。

### のりば
案内上ののりば番号は設定されていない。
| 上り | 6号線 | 鷹岩方面                                 |
| 下り | 6号線 | デジタルメディアシティ・三角地・新内方面 |

## 利用状況
近年の一日平均利用人員推移は下記のとおり。なお、2000年は開業日の12月15日から12月31日までの17日間の平均である。
| 路線  | 路線     | 2000年 | 2001年 | 2002年 | 2003年 | 2004年 | 2005年 | 2006年 | 2007年 | 2008年 | 2009年 | 出典  |
| ----- | -------- | ------ | ------ | ------ | ------ | ------ | ------ | ------ | ------ | ------ | ------ | ----- |
| 6号線 | 乗車人員 | 4,451  | 6,772  | 8,496  | 9,325  | 9,767  | 9,785  | 9,856  | 9,791  | 9,491  | 9,413  | [ 1 ] |
| 6号線 | 降車人員 | 3,954  | 5,985  | 7,646  | 8,425  | 8,735  | 8,773  | 8,540  | 8,673  | 8,465  | 8,507  | [ 1 ] |
| 6号線 | 乗降人員 | 8,405  | 12,757 | 16,142 | 17,750 | 18,502 | 18,558 | 18,395 | 18,464 | 17,956 | 17,921 | [ 1 ] |
| 路線  | 路線     | 2010年 | 2011年 | 2012年 | 2013年 | 2014年 | 2015年 |        |        |        |        | [ 1 ] |
| 6号線 | 乗車人員 | 9,565  | 9,735  | 10,092 | 10,391 | 10,699 | 10,759 |        |        |        |        | [ 1 ] |
| 6号線 | 降車人員 | 8,671  | 8,916  | 9,420  | 9,798  | 10,093 | 10,161 |        |        |        |        | [ 1 ] |
| 6号線 | 乗降人員 | 18,236 | 18,651 | 19,513 | 20,189 | 20,792 | 20,920 |        |        |        |        | [ 1 ] |

## 駅周辺
- 明知大学校（直線距離で約1km東の方向に離れている）
- 西大門区選挙管理委員会
- 繒山治安センター
- 繒山洞住民センター
- 上新中学校（朝鮮語版）
- 延曙中学校（朝鮮語版）
- ソウル北加佐初等学校（朝鮮語版）
- 繒山中学校（朝鮮語版）
- ソウル繒山初等学校（朝鮮語版）
- 西部運輸（朝鮮語版）

## 隣の駅
ソウル交通公社
 6号線
セジョル駅 (616) - 繒山駅 (617) - デジタルメディアシティ駅 (618)